# لوک فریمن
لوک فریمن (انگلیسی: Luke Freeman؛ زادهٔ ۲۲ مارس ۱۹۹۲) یک بازیکن فوتبال است.